# Rafael Lozano (Boxer, 2004)
Rafael Lozano Serrano (* 27. Dezember 2004 in Córdoba) ist ein spanischer Boxer im Fliegengewicht. Er ist der Sohn des ehemaligen Boxers Rafael Lozano.

## Boxkarriere
Seine größten Nachwuchserfolge waren der Gewinn der Silbermedaille bei der Junioren-Europameisterschaft 2020 in Sofia, der Goldmedaille bei der Jugend-Europameisterschaft 2021 in Budva und einer Bronzemedaille bei der Jugend-Weltmeisterschaft 2022 in La Nucia.
Bei den Erwachsenen gewann Lozano nach einer Niederlage im Halbfinale gegen Attila Bernáth eine Bronzemedaille bei der Europameisterschaft 2024 in Belgrad. Er startete beim 2. Olympiaqualifikationsturnier 2024 in Bangkok, wo er sich mit Siegen gegen Rogen Ladon, Mehron Schafijew, Luis Delgado und Chon Ryong-So für die Olympischen Spiele 2024 in Paris qualifizierte. Dort besiegte er im Achtelfinale den Australier Yusuf Chothia, ehe er im Viertelfinale mit 2:3 gegen Yunior Alcántara aus der Dominikanischen Republik ausschied.